# Parotilla
Parotilla är en ort i Mexiko.   Den ligger i kommunen Tecoanapa och delstaten Guerrero, i den södra delen av landet, 270 km söder om huvudstaden Mexico City. Parotilla ligger 636 meter över havet och antalet invånare är 355.
Terrängen runt Parotilla är kuperad. Runt Parotilla är det ganska tätbefolkat, med 65 invånare per kvadratkilometer. Närmaste större samhälle är Ayutla de los Libres, 17,9 km öster om Parotilla. Omgivningarna runt Parotilla är en mosaik av jordbruksmark och naturlig växtlighet.